# Катенин (белок)
Катенин — белок, находящийся в комплексе с кадгеринами — молекулами клеточной адгезии в клетках животных. Первые два изученные вида катенина получили названия α-катенин и β-катенин. α-катенин может связываться с β-катенином и актином. β-катенин связывается с цитоплазматическим доменом некоторых кадгеринов. Также были открыты вспомогательные γ-катенин и δ-катенин. Название белка произошло от латинского «катена» — цепь (лат. 'catena'), так как считалось, что катенин прикрепляет кадгерин к цитоскелету.

## Типы
- α-катенин
- β-катенин
- γ-катенин
- δ-катенин

## Функции катенина и кадгерина
Клетки эмбриональной раковой опухоли F9, созданные с помощью генетической инженерии и лишенные бета-катенина, схожи с обычными клетками и в норме соединены клеточными контактами, которые обусловлены Е-кадгерином. Однако из-за отсутствия бета-катенина с Е-кадгерином соединяется больше плакоглобина. В клетках, не имеющих ни бета-катенина, ни плакоглобина, на поверхности клеток обнаруживается лишь очень небольшое количество Е-кадгерина и альфа-катенина. У мышей, лишённых бета-катенина, образуются дефективные эмбрионы. Если бета-катенин у мыши отсутствует в клетках эндотелия, то наблюдается нарушение клеточных связей между клетками сосудистого эндотелия. Мыши, лишённые плакоглобина, имеют нарушения клеточных контактов во многих тканях, хотя бета-катенин может заменять плакоглобин во многих связях. Кератиноциты без альфа-катенина тоже лишаются клеточных связей. Опухолевые клетки с дефективным дельта-катенином, низким уровнем экспрессии Е-кадгерина и слабыми межклеточными контактами можно вернуть к норме, увеличив количество функционирующего дельта-катенина.
В геноме человека белок бета-катетин закодирован геном CTNNB1.